# Francisca Ruiz Vallecilla
Francisca Ruiz Vallecilla (segle xix - segle XX) fou una professora vinculada a Alacant relacionada amb el republicanisme.

## Biografia
En febrer de 1916, després del decret de suspensió d'agregacions, torna a Madrid, des de Jaén, per a preparar les oposicions a Escoles Normals. Estigué vivint a la Residència de Senyoretes del carrer Fortuna, tot i que Pedro Poveda li havia ofert la casa Teresiana de Madrid per a estar-s'hi. Francisca li agraeix l'oferiment però continua a la Residència i li expressa l'enyorança per la vida a Jaén. La relació d'aquesta professora i Pedro Poveda fou estreta; l'anomena Paquita. Arriba a l'Escola Normal de Mestres d'Alacant durant el curs 1926-1927, quan l'Escola Normal es trasllada al passeig de Marvà.
En novembre de 1934 és elegida pel Claustre de l'Escola Normal com a representant d'aquesta en el Patronat de Selecció de Becaris de la província. Davant les protestes durant el segon bienni republicà sobre l'existència a torns de colònies escolars mixtes, la professora explica al Boletín de Educación que totes les colònies han de ser mixtes, perquè l'objectiu n'és crear una influència positiva en la convivència entre sexes i la distribució de tasques per igual. Totes les activitats s'havien de realitzar per xiquets i per xiquetes, siguen de tipus domèstic, intel·lectual, artísc o lúdic. Estava en contra que les xiquetes a les colònies serviren el menjar als xiquets o als mestres. «Pel principi d'equitat». Ella mateixa dirigeix dos torns mixtes d'estiu a Alcoleja l'any 1935.
No va tornar a treballar en aquesta Escola Normal una vegada va acabar la Guerra Civil espanyola. El mestre Luís Martines Serrano, de la IV promoció del Pla professional, en febrer de 2005, va fer donació a l'arxiu històric de la Facultat d'Educació de les classes dictades per la professora a l'Escola Normal.